# Карлскруна
Карлскруна (на шведски: Karlskrona) е град в Южна Швеция. Главен административен център на лен Блекинге и на едноименната община Карлскруна. Разположен е около устието на река Люкебюон на брега на Балтийско море. Намира се на около 370 km на югозапад от столицата Стокхолм. Получава статут на град през 1680 г. Има жп гара и пристанище. Пристанището на Карлскруна е включено в Списъка на световното културно и природно наследство на ЮНЕСКО в Европа. Населението на града е 35 212 жители според данни от преброяването през 2010 г.

## Побратимени градове
- Клайпеда, Литва